# Cosmochthonius monegrensis
Cosmochthonius monegrensis är en kvalsterart som beskrevs av Pérez-Íñigo jr. 1991. Cosmochthonius monegrensis ingår i släktet Cosmochthonius och familjen Cosmochthoniidae. Inga underarter finns listade i Catalogue of Life.